# WebKit
WebKit je název renderovacího jádra prohlížeče a současně na tomto jádře postaveném frameworku, který využívají aplikace operačního systému Mac OS X společnosti Apple Inc. (Safari, Dashboard, Mail a další).
Část kódu jádra WebKit, která má na starost interpretaci jazyků HTML a JavaScript, vychází z knihoven KHTML a KJS vyvíjených v rámci KDE od roku 1998. WebKit byl původně určen jen pro operační systém Mac OS X, ale v dnešní době jej najdeme jako základ pro webové prohlížeče ostatních operačních systémů (např. Linux a Microsoft Windows včetně mobilních operačních systému, např. Apple iOS, Android, BlackBerry Tablet OS, Bada, Tizen a webOS) nebo jiných zařízení, např. čtečky e-knih Amazon Kindle. V současnosti má na jeho velkém rozšíření největší zásluhu webový prohlížeč Google Chrome, díky kterému je podle statistiky nástroje StatCounter z listopadu 2012 nejpoužívanějším jádrem mezi uživateli.

## Historie
Vývoj začal v roce 2002 převzetím jádra KHTML a doplněním o další funkce a vlastnosti a následně jej poprvé představil Steve Jobs na Macworld Conference & Expo v Lednu roku 2003. V červnu roku 2005 se stal WebKit Open-source, do té doby bylo pouze pod touto licencí WebCore a JavaScriptCore. V roce 2007 došlo ke spojení WebKitu a KHTML a tím k jeho výraznému posunutí kupředu. Začalo se pracovat na multiplatformnosti a následně došlo k zveřejnění beta verze prohlížeče Safari i pro operační systém Microsoft Windows. Začátkem března roku 2013 Google oznámil, že nebude dále spolupracovat s Applem na WebKitu, ale, že vytvoří fork tohoto jádra, který se bude jmenovat Blink a dále bude pracovat jen na něm. K vývoji jádra Blinku se rychle přidaly další společnosti, jako Opera Software.